# 揭詠芯
揭詠芯（英語：Kit Kit Wing Sum，2001年10月6日—）為《我係小廚神2》的冠軍得主，曾就讀港九街坊婦女會孫方中小學。因其性格爽朗，故暱稱大佬Kit。勝出後簽約TVB基本藝人合約，曾是兒童節目《猩猩廚房》的客席主持之一，現時是香港城市大學的創意媒體四年級文學士學生。2019年12月離開無綫。

## 晉級歷程
| 集數 | 日期                | 菜式                               | 結果                           |
| 1    | 8月8日              | 粟米煙肉螺絲粉、特別餐飲           | 以第6組首名晉級                |
| 2    | 8月15日，亞洲美食   | 泰式青胡椒蝦、韓式春卷             | 晉級                           |
| 3    | 8月22日，田野烹飪   | 上湯青瓜雲耳浸魚鰾                 | 與黃奕曦（Herman）一同晉級     |
| 4    | 8月29日，咖喱戰     | 咖喱魚蛋                           | 晉級                           |
| 5    | 9月5日，西餐比試    | 芝士三重奏                         | 晉級                           |
| 6    | 9月12日，海鮮大混戰 | 法式海皇湯                         | 晉級                           |
| 7    | 9月19日             | 封酥帶子、砵酒慢煮牛肋骨、蘋果金寶 | 擊敗蔡愷桐（Selina），成為冠軍 |

## 外部連結
- 揭詠芯的Instagram帳戶
- 揭詠芯的LinkedIn页面